# Holocaust in Nederland

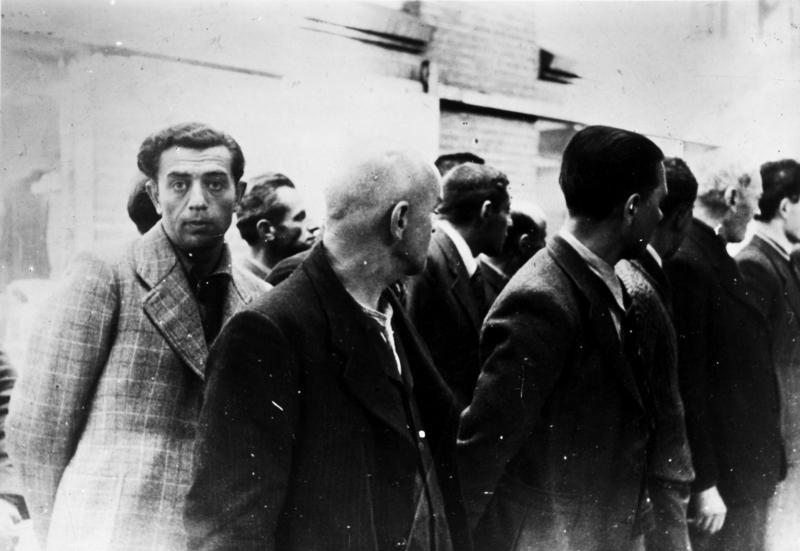
Geëmigreerde Duitse Joden worden in Amsterdam opgepakt (juni 1940).

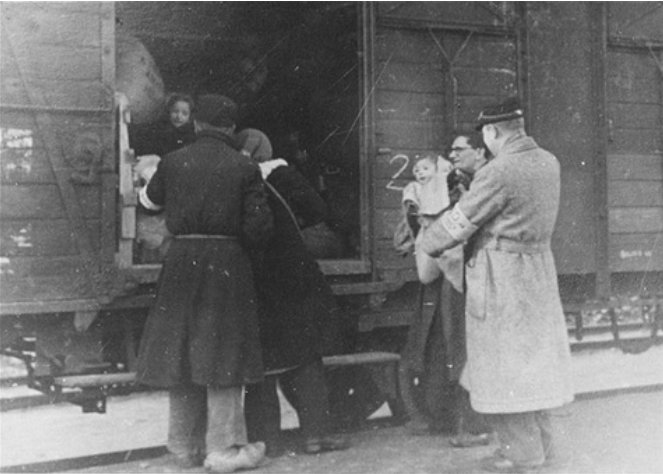
Deportatie uit Kamp Westerbork

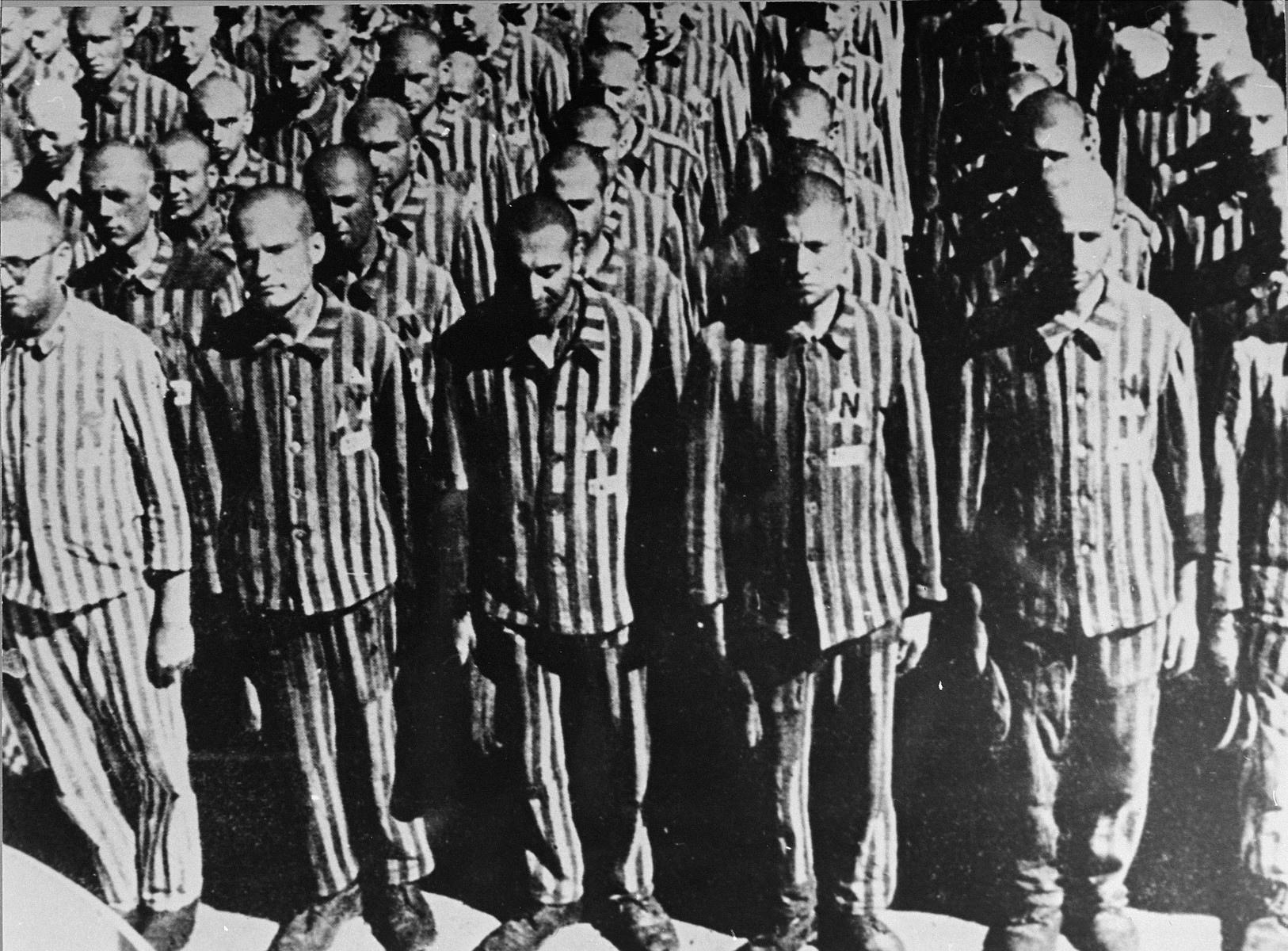
Nederlandse Joden in Buchenwald (1941)

De Holocaust (ook wel Shoah, Shoa of Sjoa genoemd) in Nederland (Hebreeuws: השואה, Ha-Shoah) was de genocide op de Joodse Nederlanders en Joodse vluchtelingen door de Duitse bezetter tijdens de Tweede Wereldoorlog.
De Joodse Nederlanders en vluchtelingen werden door de bezetter naar nazi-Duitsland gedeporteerd, waar deze in vernietigingskampen groepsgewijs werden vermoord, de meesten met het dodelijke gifgas Zyklon B, dat in afgesloten doucheruimtes werd verspreid. Vervolgens werden de lichamen van de slachtoffers verbrand in grote crematieovens. Van de naar schatting 140.000 Joden die Nederland in mei 1940 telde, zijn er ongeveer 101.800 vermoord of door ziekte en uitputting om het leven gekomen, wat neerkomt op een schrikbarend hoog percentage van 73%. 
De eerste deportaties waren in februari 1941, de massale deportaties begonnen in de zomer van 1942. Vanaf 14 juli 1942 werden Joodse mensen gedeporteerd via Kamp Westerbork, onder het voorwendsel dat men in Duitsland in werkkampen zou belanden. Joodse Nederlanders werden aangeschreven met het bevel zich te melden, waarbij werd gedreigd, dat wie niet op kwam dagen, naar een zwaarder concentratiekamp zou worden gestuurd; concentratiekamp Mauthausen was toen al berucht. Later werden mensen niet meer opgeroepen, maar gelijk gearresteerd. Ook waren er massale nachtelijke razzia's in Amsterdam-Zuid en Amsterdam-Centrum.

## Achtergrond
De nazi's streefden naar heerschappij en de nazificatie van het gehele Europese continent. Onderdeel hiervan was de verdrijving en vernietiging van door hen als minderwaardige of staatsgevaarlijke beschouwde groepen, zoals Joden, zigeuners, homoseksuelen, Polen en Slaven maar ook kunstenaars en intellectuelen, communisten en pastoors en predikanten. 
Het door de Nationaal Socialisten als superieur beschouwde Arische of Germaanse ras moest volgens hen over geheel Europa heersen. Voor dit ras was volgens Hitler Lebensraum (leefruimte) nodig. Dit ras moest bovendien 'raszuiver' blijven. 
In zijn boek Mein Kampf propageerde Adolf Hitler een daaraan gekoppelde rassentheorie. De systematische vervolging, verjaging, deportatie en moord van inferieur geachte personen mondde uit in een industrieel georganiseerde genocide op de Joodse Europeanen, door de nazi's de Endlösung der Judenfrage genoemd.

### Aanloop tot de Tweede Wereldoorlog
In Duitsland levende Joden werden al vanaf 1933 uitgesloten van bepaalde beroepen, mishandeld, bestolen, vervolgd en onteigend, waardoor een gestage vluchtelingenstroom op gang kwam, onder andere naar Nederland. Schattingen lopen van 35.000 tot 50.000, waarvan het merendeel uit Duitsland kwam en een deel ook verder doorreisde.
Deze grote aantallen werden niet onverdeeld welkom geheten. Bekend is dat de regering na de Kristallnacht op 15 december 1938 de grens tijdelijk voor Joodse vluchtelingen sloot en hen zelfs tot ongewenste vreemdelingen verklaarde. Men was huiverig dat het land zou worden overspoeld door verwachte grote aantallen vluchtelingen. 
Toenmalig minister-president van Nederland Hendrikus Colijn van de gereformeerde ARP voelde aarzeling bij het toelaten van steeds meer vluchtelingen, vanwege de economische problemen die dat volgens hem kon veroorzaken. De instroom van tienduizenden berooide Joodse vluchtelingen uit Duitsland en Oost Europa kon latent antisemitisme in Nederland alleen maar aanwakkeren. 
Colijn zei letterlijk: "(...) dat zeg ik in het belang van onze Nederlandse Joden zelf. In deze tijd is geen enkel volk volkomen vrij van antisemitisme, de sporen ervan worden ook in ons land gevonden en wanneer men nu ongelimiteerd een stroom vluchtelingen uit het buitenland hier zou binnen laten, zou het noodzakelijk gevolg ervan zijn dat de stemming in ons eigen volk ten opzichte van de Joden een ongunstige kentering zou kunnen ondergaan." 
Niet veel later werd de Nederlandse regering door het parlement gedwongen om de aantallen toe te laten vluchtelingen naar boven bij te stellen, hoewel men uiteindelijk slechts zo'n 30.000 Joodse vluchtelingen toeliet; in vergelijking met andere landen bovengemiddeld, toch heeft de internationale gemeenschap als geheel, inclusief Nederland, hierin menselijk gefaald, zeker gezien de toen toch al onmiskenbare dreiging en het gewelddadig fanatisme van de nazi's.

### Maatregelen tijdens Duitse bezetting
De Duitse bezetters voerden vrijwel direct repressieve maatregelen in tegen Joodse Nederlanders en vluchtelingen. Zo werden in november 1940 alle Joodse ambtenaren uit overheidsfuncties ontslagen. In 1941 kreeg iedereen een identificatieplicht, met een persoonsbewijs. Voor Joodse burgers was op het persoonsbewijs een grote J gestempeld. Er werd op bevel van de bezetter een Joodse Raad opgericht, met Joodse leden, via welke de bezetter vanaf dat moment hun wetten, regels en bevelen communiceerden.
Op 19 mei 1941 nam de top van het Duitse Reichskommissariat Niederlande, Arthur Seyss-Inquart en zijn vier Generalkommissare, het definitieve besluit dat alle Joodse Nederlanders moesten worden gedeporteerd. Het plan, onder regie van de Generalkommissar für Finanz und Wirtschaft, was om al het vermogen en bezit van de Joodse Nederlanders in te vorderen en daarmee vervolgens de deportatie te financieren.
Anti-Joodse maatregelen werden stapsgewijs maar onverbiddelijk ingevoerd, hen steeds meer buiten de samenleving plaatsend. Zo werd in 1941 bijvoorbeeld de Nederlandsche Kultuurkamer opgericht, waar alle kunstenaars zich bij moesten aansluiten. Als Joods kunstenaar mocht men daar geen lid van worden, waarmee ze hun beroep ook niet meer mochten uitoefenen. Vanaf zondag 3 mei 1942 moesten alle Joden in Nederland een Jodenster gaan dragen.

## Deportaties
Vanaf 1942 kwamen de razzia's op gang, waarbij straten, wijken en soms hele stadsdelen militair hermetisch werden afgesloten en huis aan huis werd doorzocht op ondergedoken Joodse Nederlanders. Sommige Nederlanders namen Joodse onderduikers in huis op, anderen, zoals 'Duits gezinde' leden van de Nationaal-Socialistische Beweging (NSB), deden juist mee aan de 'mensenjacht' op Joden. 
Sommigen deden mee aan de vervolging in het kader van hun 'normale' werkzaamheden, bijvoorbeeld binnen de politie of ambtenarij, vaak uit angst voor hun eigen lot, onder druk van 'foute' collega's, hun NSB leidinggevenden, soms uit onverschilligheid. Sommigen, de 'Jodenjagers' genoemd, waren uit op geld. Veel mensen kwamen voor moreel onvoorstelbare keuzes te staan: Als ambtenaar of agent aanblijven om als informant het verzet te steunen, betekende dat je levens kon redden, maar niet zelden óók dat men een rader was in het web van de bezetter. 
Sommige Joodse onderduikers, zoals de Joodse Anne Frank en Etty Hillesum, zijn door hun indringende oorlogsdagboeken en brieven wereldwijd bekend geworden. 
De nazi's hebben de vervolging, deportatie en genocide zeer planmatig uitgevoerd, waarbij men de persoonlijke gegevens van alle slachtoffers kil en nauwkeurig opschreef; de namen, geboortedatum en zelfs de sterfdatum werden allemaal zorgvuldig bijgehouden.
De meesten van de Joden werden vermoord in vernietigingskampen, vergast, doodgemarteld, verhongerd of op andere wijze om het leven gebracht. Andere verwaarloosde en uitgeputte gevangenen werden het slachtoffer van besmettelijke ziektes zoals tyfus. In totaal zijn in Europa naar schatting zes miljoen Joden omgebracht. 

## Aantal en percentage slachtoffers

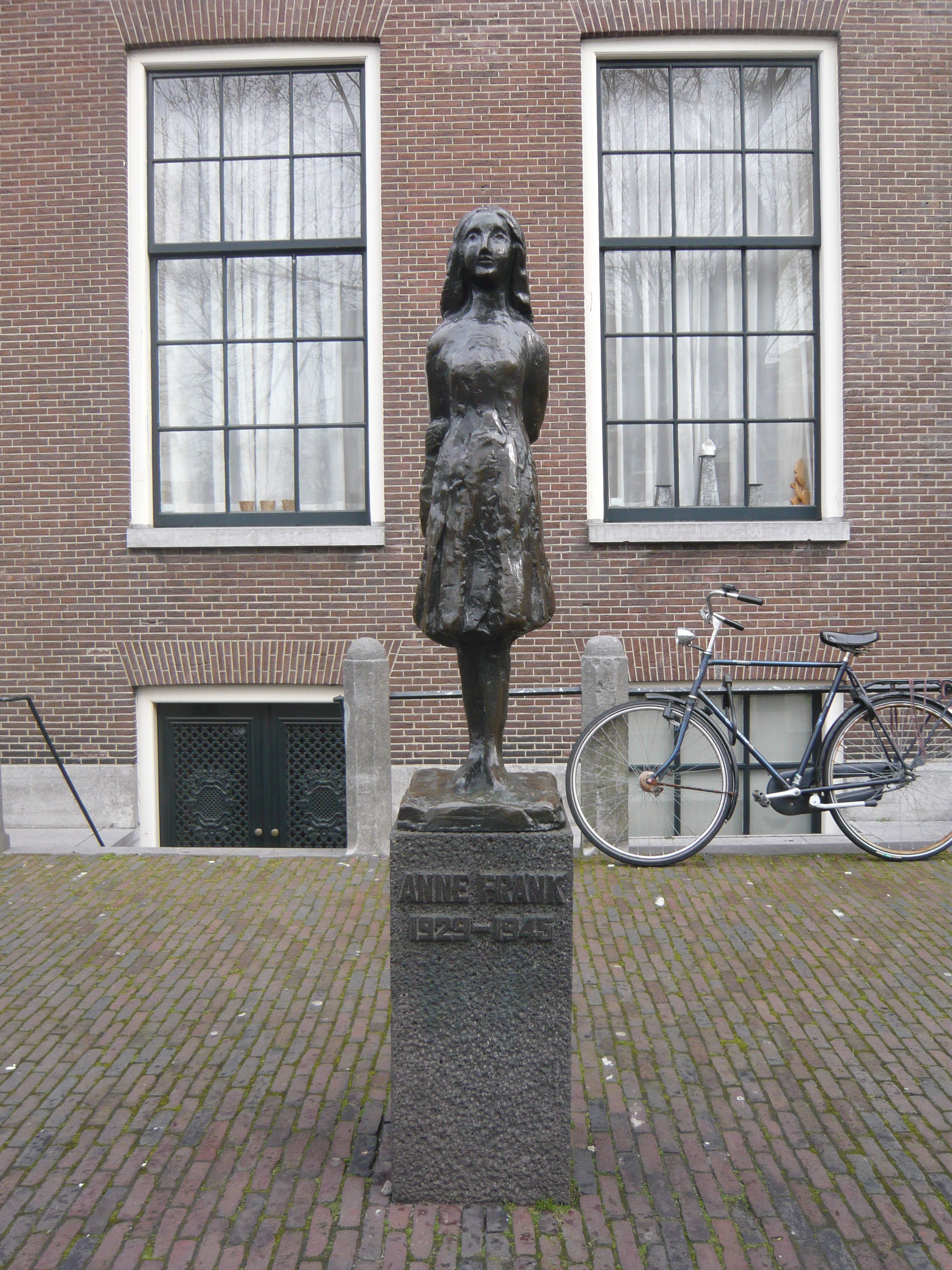
Monument voor Anne Frank op de Westermarkt in Amsterdam

Van de circa 140.000 Joden in Nederland werden er 107.000 gedeporteerd en daarvan keerden er slechts 5.200 levend terug; ongeveer 73% van hen heeft de Holocaust niet overleefd.
Onder de Joden woonachtig in Amsterdam overleefde ongeveer 75% de Holocaust niet.
Er bestaan soms opvallend grote verschillen in lokale slachtofferpercentages. In gemeenten met meer dan 100 Joodse inwoners varieerde dit, van 33% in Zeist tot 88% in Winschoten.

## Procentuele vergelijking met andere landen
Het percentage van bijna 73% van de Joodse bevolking die door de Duitsers in Nederland werden vermoord is hoog, in absolute getallen is het 101.800 van de 140.000 Joodse Nederlanders. 
In Duitsland lag het percentage nog hoger, te weten ruim 90%. Ook in Oostenrijk ging het om ruim 90% van het Joodse volksdeel. 
Ook van het zeer grote Joodse bevolkingsdeel in Polen werd ruim 90% vermoord door de Duitsers. In absolute aantallen waren dat meer dan drie miljoen mensen.
In het bezette Wit-Rusland en in Oekraïne waren de percentages zeer hoog te noemen: meer dan 95% van de Joodse bevolking die niet voor de oorlog kwam weg wist te komen, werd door de Duitsers vermoord.
In het gebied van voormalig Tsjecho-Slowakije betrof het percentage 75%.
Van de 90.000 Joden in België was 95% recent gevlucht voor vervolging uit andere (Oost-)Europese landen. Naar schatting ten minste 45% van de in het land aanwezige Joden werden door de Duitse bezetter gedeporteerd en vermoord, een relatief laag percentage afgezet tegen het Nederlandse.
Een belangrijk verschil met Nederland lag ook in de veel beperktere registratie en aanmelding bij de bezetter van de recent naar België gevluchte Joden, waar in Nederland, net als in Antwerpen sinds eeuwen een grote Joodse gemeenschap deel uitmaakte van de samenleving, en men op naam, met adres en religie stond geregistreerd bij de burgerlijke stand. 
In Nederland werd die administratie nog geen maand na de Duitse inval, in juni 1940 door de bezetter onder toezicht en controle gesteld van de Sicherheitsdienst. 
Het percentage in Frankrijk lag naar schatting rond de 25%, waarbij ook vermeld dient te worden dat Frankrijk nooit volledig onder Duits direct militair gezag kwam te staan.
In Luxemburg was het percentage ongeveer 55%, 1945 van de 3500 Joodse inwoners. 
In Denemarken was het percentage vermoorde Joden minder dan 10%. De bezetting door nazi-Duitsland was relatief mild in vergelijking met andere bezette landen. In het land leefden aan het begin van de bezetting nog tussen de 7.000 en 8.000 Joden. Daarvan werden circa 7.200 Joodse Denen en 600 van hun niet Joodse familieleden allemaal binnen enkele dagen met allerlei schepen geëvacueerd naar het neutrale Zweden. Dat gebeurde daags voor de Duitsers hadden gepland de Joodse Denen massaal op te pakken. Een Duitse diplomaat in Denemarken, Georg Ferdinand Duckwitz, had echter tijdig de Joodse gemeenschap weten te waarschuwen, en een uitgebreid plan voorbereid waarbij de Zweden zelfs al hadden toegezegd de overgevaren Joodse Denen op te vangen. 

### Discussie betreft het percentage van 75% Joodse Holocaust slachtoffers door de Duitse bezetter
Binnen de geschiedschrijving van de Holocaust is een emotioneel geladen discussie rond de vraag waarom in Nederland, volgens sommige onderzoekers, verhoudingsgewijs zoveel meer Joden zijn omgekomen dan bijvoorbeeld in het naburige België en Denemarken.  
De Britse onderzoeker Bob Moore stelde in zijn boek Slachtoffers en Overlevenden (1998) dat in Frankrijk en België de maatregelen tegen de Joden op veel meer weerstand en maatschappelijke onrust stuitten dan in Nederland. In Nederland was echter wel degelijk sprake van hevig verzet. De Februaristaking van 1941 was een groot protest tegen destijds al de eerste deportatie van Joodse Nederlanders. Dit protest werd zeer gewelddadig neergeslagen door de bezetter. Bob Moore stelde eveneens dat het bestaan van de Joodse Raad uniek zou zijn voor Nederland, wat echter niet het geval was. Een recent verschenen onderzoek door Laurien Vastenhout (NIOD) en Jan Láníček, stelt dit ook onweerlegbaar vast: "Jewish Councils" in Nazi Europe, 1938-1945. A Pan-European Perspective
Overige mogelijke verklaringen zijn:
- Verreweg de meeste Joodse burgers, meer dan 80.000, waren woonachtig in twee dichtbevolkte wijken in het centrum van de stad Amsterdam.
- Er was onder de bevolking geen besef van wat er met de Joden ging gebeuren. Men verwachtte dat wat de Joden overkwam op den duur ook de rest van de bevolking zou treffen.[14]
- Het Duitse bezettingsregime bestond in tegenstelling tot in Frankrijk, Denemarken en België uit een burgerlijk regime, waar de nazi-uitgangspunten zoals Jodenvervolging hoogste prioriteit had;[13] dit werd uitgevoerd door fanatieke Oostenrijkse nazi's zoals Reichskommissar Seyss-Inquart en vooral SS-generaal Rauter.
- De nauwkeurige bijgehouden burgerlijke stand, waarin voor iedere Nederlander hun religie had geregistreerd, zorgde niet alleen voor het makkelijker opsporen van Joodse burgers, maar maakte het ook na de oorlog inzichtelijk hoeveel mensen exact waren gedeporteerd en vermoord, dankzij het onderduiken hadden overleefd of waren teruggekeerd uit de concentratiekampen. Dat geldt niet voor al de andere landen waar de nazibezetters Joodse mensen vervolgden. Dat maakt een precieze vergelijking lastig.
- De zeer stapsgewijze invoering van maatregelen waarmee de bezetter bewust een vals klimaat van veiligheid schiep.
- Het nagenoeg onmogelijk te vervalsen Nederlandse persoonsbewijs.
- De Joodse gemeenschap werd wel gedwongen samen te werken met de bezetter via de Joodse Raad van Amsterdam. Deze werd echter door velen als 'te meegaand' beschouwd. De Joodse Raad in Enschede riep op tot meer actief verzet, waar men in Amsterdam nog lang de naar later bleek helaas ijdele hoop koesterde, dat medewerking tijdwinst zou opleveren, of tot genadevoller afspraken kon leiden met de bezetter. Andere Joodse landgenoten namen actief deel in het gewapend verzet, waarvan een relatief groot aantal Joden ook socialist of communist was. Bekend waren onder anderen Sally Dormits en de leiding van de CPN, zoals Paul de Groot.[bron?]

De Nederlandse historica Nanda van der Zee heeft in haar boek Om erger te voorkomen nog andere verklaringen gesuggereerd:
- Na het vertrek van Koningin Wilhelmina en de regering naar Londen kwam een civiel Duits gezag onder de fanatieke antisemiet Seyss-Inquart;
- De symbolische en actieve rol van de vorstin in het verzet tegen Jodenvervolging, zoals de in eigen land gebleven vorsten van bijvoorbeeld Denemarken en België betrachtten, werd zodoende onmogelijk;
- Koningin Wilhelmina heeft door de Joden in haar radiotoespraken vrijwel nooit te noemen geen gebruik gemaakt van de propagandamogelijkheden van Radio Oranje.

Emigratie werd door de Duitsers vanuit Nederland beperkt toegestaan, een doortrapte manier om mensen zich te laten melden via bijvoorbeeld de Joodse Raad. Duitse Joden die naar Nederland waren gevlucht werden zo tijdens de bezetting dus opnieuw of alsnog vervolgd. Een kleine duizend Joden heeft 'legaal' uit bezet Nederland kunnen emigreren, vooral in 1940 en 1941, voor de massadeportaties begonnen. Dit gebeurde meestal via het neutrale Spanje en Portugal, tegen forse betaling.

## Tijdlijn van de maatregelen

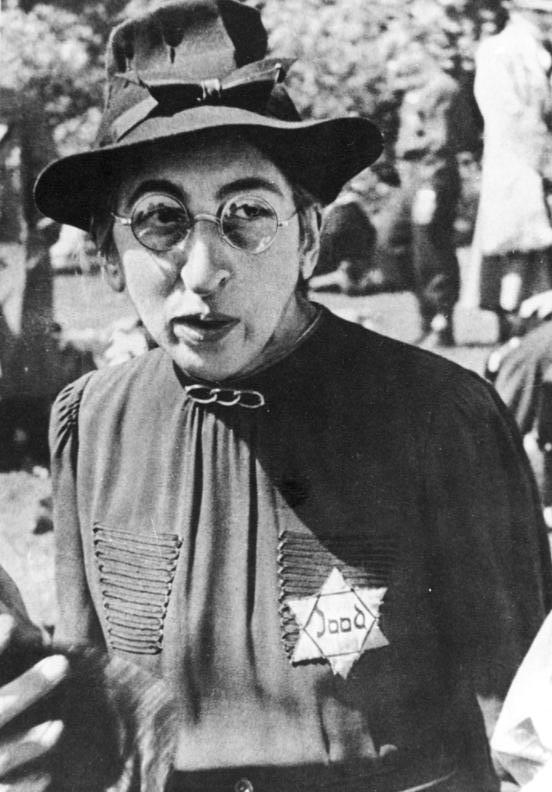
Vrouw met Jodenster tijdens de Grote razzia in Amsterdam op 20 juni 1943

### 1940
- 1 juli 1940: Joden mochten niet langer deelnemen aan de luchtbescherming.
- Op 30 september 1940 krijgen de lagere overheden informatie over de vraag wie er nu precies als 'Jood' moet worden aangemerkt. Iemand met drie of vier Joodse grootouders wordt als Volljude (= voljood) aangemerkt.
- In september 1940 werd al het aanstellen en bevorderen van Joodse ambtenaren verboden.
- In november 1940 werden alle Joodse ambtenaren ontslagen. Aan de Universiteit Leiden protesteerde Rudolph Cleveringa hiertegen in een toespraak, en studenten door middel van een staking. Daarop sloten de Duitsers de universiteit.

### 1941
- 10 januari 1941: De Nederlandse Bioscoopbond ontzegt Joden de toegang tot bioscopen.
- 10 januari 1941: de Joden krijgen de plicht om zich te laten registreren (Verordening 6/41). In navolging van de praktijk in Duitsland wil de bezetter ook in Nederland een zogenoemde Judenkartei, een centraal register met alle Joodse Nederlanders daarin opgenomen. Ook wie slechts één Joodse voorouder heeft gehad, dient zich te melden. Zij moeten daartoe zelf één gulden te betalen. Er werden uiteindelijk 157.000 formulieren in Den Haag ontvangen. Geen enkel plaatselijk bureau heeft de oproep gesaboteerd of vertraagd.
- 9 februari 1941: De Weerbaarheidsafdeling veroorzaakt rellen in de Jodenbuurt te Amsterdam.
- 13 februari 1941: Op bevel van de bezetter werd de Joodse Raad opgericht. Als enig toegestane Joodse blad werd door de Raad Het Joodsche Weekblad uitgegeven, wekelijks van 11 april 1941 tot en met 28 september 1943. Het blad bevatte onder meer de Duitse geboden en verboden gericht op de Joden. De Raad werd ervoor verantwoordelijk gesteld dat de Joden zich hieraan hielden.
- 15 februari 1941: De besturen van acht Groningse studentenverenigingen richten een brief tot de Duitse gevolmachtigde voor de provincie Groningen naar aanleiding van de invoering van een 'numerus clausus' (beperking van het aantal) voor Joodse studenten. Deze brief – aan de gemachtigde persoonlijk afgegeven – houdt onder meer in, dat de verenigingen hierin een directe aantasting van de Nederlandse traditie (van) vrijheid van studie zonder onderscheid van ras of geloof (zien). Daarenboven menen wij, dat deze maatregelen in strijd zijn met het Volkenrecht. ...Daarom komen wij met kracht op tegen deze bovengenoemde onrechtmatigheid. De besturen verzoeken hun leden dringend na dit duidelijke protest verdere demonstraties achterwege te laten.
- 22 februari 1941: Eerste razzia op Joden in Amsterdam. Deze duurt twee dagen.
- 25 februari 1941: Uit protest tegen de razzia wordt in Amsterdam de Februaristaking georganiseerd. De staking wordt hard neergeslagen: er vallen hierbij negen doden en vierentwintig zwaargewonden.
- 12 maart 1941: Verordening tot verwijdering van Joden uit het Nederlandse bedrijfsleven.
- 1 april 1941: Bordjes met de tekst "Voor Joden verboden" in Nederlandse cafés worden verplicht.
- sinds mei 1941: Joden van sommige beroepsgroepen, waaronder artsen en advocaten, mogen alleen nog diensten verlenen aan Joodse klanten.
- 1 mei 1941: In Nederland mogen Joden niet meer in schouwburgen en bioscopen komen, uitgezonderd de zogenaamde Joodse theaters: daar mogen juist geen ariërs komen.
- 26 mei 1941: Alle Nederlandse orkesten worden gecontroleerd en Joodse musici van deelname eraan uitgesloten.
- 31 mei 1941: Joden mogen niet meer naar zwembaden noch parken.
- 4 juni 1941: In Nederland worden badplaatsen, plantsoenen, enzovoorts verboden voor Joden.
- 11 juni 1941: In Den Haag en Amsterdam vinden razzia's op Joden plaats.
- 8 augustus 1941: Joods geld moet worden gestort bij de Lippmann, Rosenthal & Co. in Amsterdam.
- 1 september 1941: Joodse leerlingen worden van niet-Joodse scholen verwijderd.
- 5 september 1941: Jacobus Lambertus Lentz van de Rijksinspectie van het Bevolkingsregister meldt aan de bezetters dat er in Nederland circa 140.000 'vol-Joden' zijn. Daarnaast zijn er nog 'half-Joden' en 'kwart-Joden'. De centrale registratie is een feit.
- sinds december 1941: Niet-Nederlandse Joden zijn verplicht een "verzoek om emigratie" in te dienen, met verstrekking van veel gegevens, los van daadwerkelijke mogelijkheden tot emigratie.

### 1942
- Op 23 januari 1942 geeft de bezetter de opdracht dat Joden een J in hun persoonsbewijs moeten ontvangen.
- 1 februari 1942: De eerste groep Nederlandse Joden gaan naar de Joodse werkkampen van de werkverruiming.
- 1 april 1942: Begin van de wegvoering van Joodse patiënten uit Nederlandse ziekenhuizen.
- 16 april 1942: Handelaren in de Amsterdamse Diamantbeurs worden gedwongen hun diamantvoorraad bij de Duitsers in te leveren.
- 17 april 1942: Bij een controle in de Amsterdamse Diamantbeurs worden de handelaren gecontroleerd en achtergebleven diamanten ingenomen door de Crisis Controledienst. Deze gebeurtenis werd vastgelegd door de fotograaf Bart de Kok.
- mei 1942: Veel Joden van buiten Amsterdam moeten naar Amsterdam verhuizen en worden ingekwartierd bij andere Joden (deze moeten dat dulden).
- 3 mei 1942: Alle Nederlandse Joden moeten een Jodenster dragen.
- 30 juni 1942: Joden moeten tussen 20 en 6 uur in hun woningen zijn. Zij mogen ook niet meer mee als passagier in de Amsterdamse tram.
- 15 juli 1942: Een eerste groep Nederlandse Joden worden van Westerbork naar Auschwitz getransporteerd.
- september 1942: Joden mogen niet meer op bankjes op straten en pleinen zitten.
- 2 oktober 1942: Joodse werkkampen worden in Nederland leeggehaald en 14.000 personen worden gedeporteerd.

### 1943
- januari 1943: Vondelingen worden aangemerkt als Jood.
- 26 mei 1943: Razzia's in Amsterdam. Er worden circa 3000 Joden opgepakt.
- 20 juni 1943: Grote razzia in Amsterdam. Dit keer worden er 5700 Joden opgepakt.
- 29 september 1943: Laatste razzia in Amsterdam. 2000 Joden opgepakt en Amsterdam Judenfrei verklaard.

## Na de oorlog
In Nederland zijn in het jaar 2000 excuses aangeboden voor de kille, ambtelijke houding van de Nederlandse overheid en werd een financiële tegemoetkoming toegezegd aan hun nabestaanden.
Zestig jaar na de oorlog, op 11 april 2005 tijdens een symposium ter gelegenheid van het 30-jarig bestaan van het Centrum Informatie en Documentatie Israel (CIDI), stelde toenmalig premier Balkenende de collaboratie van Nederlandse ambtenaren met de Duitse bezetter tijdens de Tweede Wereldoorlog openlijk aan de kaak. De letterlijke tekst van Balkenende luidt:
"Er waren Nederlandse gezagsdragers die meewerkten met de bezetters. Zij droegen bij aan een gruwelijk proces waarin joodse Nederlanders hun rechten werden ontnomen en waarin de menselijke waardigheid van joodse landgenoten werd geschonden. We weten dat er in Nederland veel mensen waren die zich met gevaar voor eigen leven – en vaak met succes – voor hun medemensen hebben ingezet. Maar er was in ons land ook veel kilte. Veel onverschilligheid. En verraad."
Balkenende was hiermee de eerste Nederlandse bewindsman die een direct verband legde tussen het falen van de Nederlandse overheid en de moord op de Joden. Kort daarna bood de huidige directie der Nederlandse Spoorwegen (NS), zonder wier actieve medewerking de deportatie van Joden niet mogelijk was geweest, ook voor het eerst officieel haar excuus aan de Joodse gemeenschap aan.
De Nederlandse Joodse slachtoffers worden allen met naam en geboortedatum genoemd in de gedenkboeken van de Oorlogsgravenstichting in Den Haag, en in het boek In Memoriam, uitgegeven door Sdu te Den Haag.

### Yad Vashem
Nederlanders hebben relatief internationaal de meeste onderscheidingen van Yad Vashem ontvangen voor het redden van Joden: 1 op de 1.800 Nederlanders ontving een onderscheiding. In totaal kregen 5.200 Nederlanders en drie Nederlandse organisaties deze onderscheiding.
Een van de onderscheiden Nederlanders, Truus Wijsmuller-Meijer, wist ongeveer 10.000 Joodse kinderen uit Duitsland en Oostenrijk te redden en over te geven aan de organisatie van Kindertransporte. Zij was vooral actief in de periode 1938-1940. Andere onderscheidenen zijn onder meer:
- alle deelnemers aan de Februaristaking
- de gehele bevolking van het Drentse dorp Nieuwlande, onder leiding van verzetsleider Johannes Post
- de NV, een illegale organisatie die 600 Joodse kinderen redde, onder meer uit het Joods kinderdagverblijf tegenover de Hollandsche Schouwburg

### Stolpersteine
De Duitse kunstenaar Gunter Demnig heeft sinds 2007 meer dan 10.000 Stolpersteine in Nederland gelegd voor alle groepen slachtoffers van het naziregime. De meeste plaatsingen zijn te vinden in Amsterdam (ruim 1.400), Rotterdam (circa 700), Hilversum, Den Haag en Goud.

### Holocaust Namenmonument

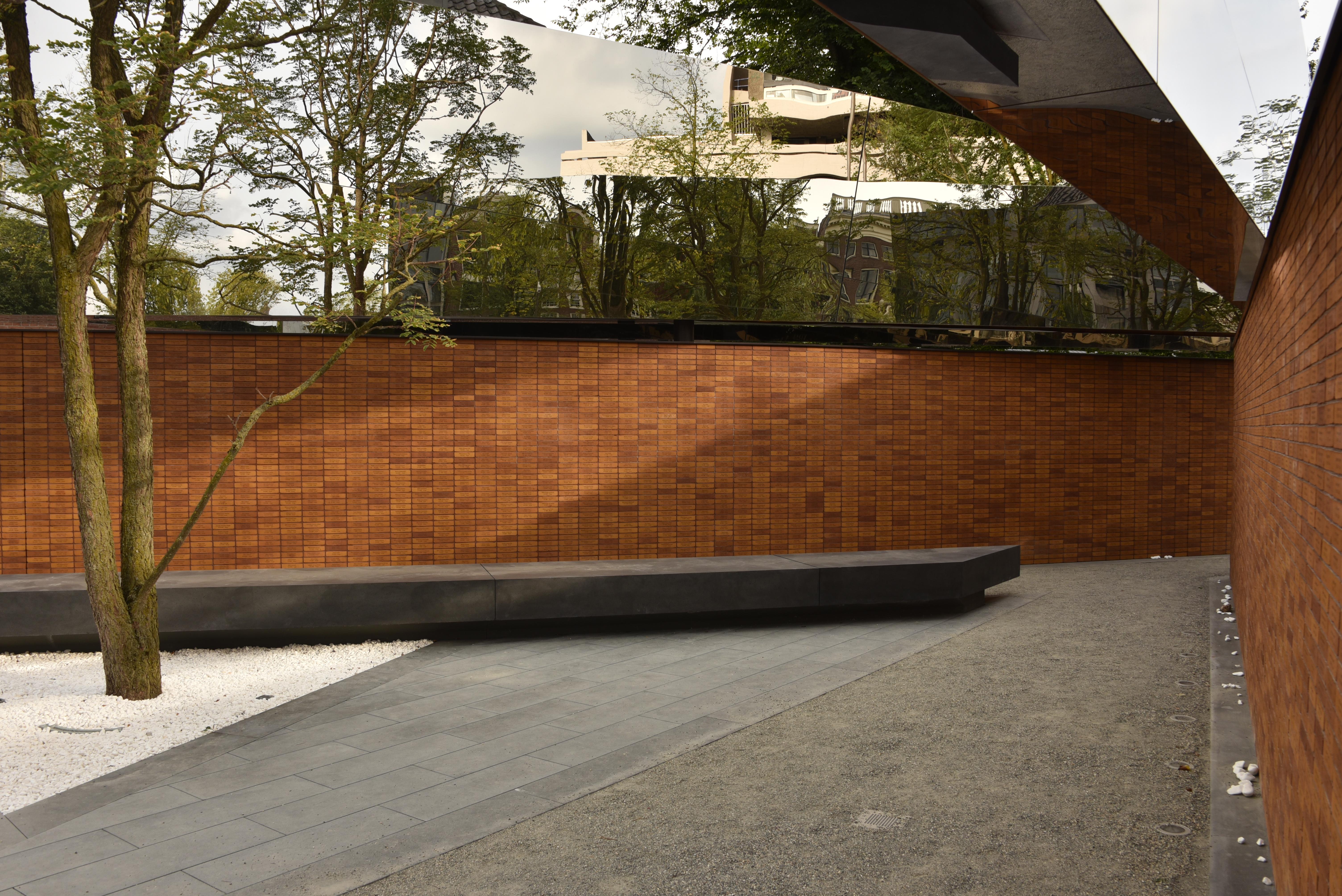
Holocaust Namenmonument

Daniel Libeskind ontwierp het Holocaust Namenmonument in Amsterdam. Het somt alle namen op van de Shoah in Nederland en werd in 2021 aan het publiek gepresenteerd door de koning en de voorzitter van het Nederlands Auschwitz Comité.

### Nationaal Holocaust Museum
Midden in het Joods Cultureel Kwartier ligt het Nationaal Holocaust Museum, opgericht in 2016 en na renovatie in maart 2024 plechtig geopend. Een deel van de vaste tentoonstelling is gewijd aan Charlotte Salomon en haar kunst. Duitsland en Oostenrijk droegen ook kosten bij voor de voltooiing van het museum. De opening werd verricht door koning Willem-Alexander. President Yitzhak Herzog (Israël), minister-president Manuela Schwesig, voorzitter van de Duitse Bundesrat, en president Alexander Van der Bellen (Oostenrijk) reisden als staatsgasten. De ceremonie ging gepaard met demonstraties tegen de aanwezigheid van president Herzog, in verband met de toen in gang zijnde oorlog tussen Hamas en Israël.
Ook het Joods Museum in Amsterdam is deels gewijd aan het verwerken en herdenken van de Holocaust. Het is gelegen aan het Jonas Daniël Meijerplein. De voorgangerorganisatie bestond van 1932 tot aan de Duitse inval. Het museum werd in 1955 opnieuw opgericht en werd in 1989 bekroond met de Raad van Europaprijs.

### Algemene overzichtswerken
- 1950 – Abel J. Herzberg: Kroniek der Jodenvervolging 1940-1945. (Amsterdam: Querido, 1985 (eerste druk 1950)).
- 1965 – Jacques Presser: Ondergang: De vervolging en verdelging van het Nederlandse Jodendom 1940-1945. (2 delen; Den Haag: Staatsuitgeverij/Martinus Nijhoff, 1985 (eerste druk 1965)).
- 1978 – Loe de Jong: Het Koninkrijk der Nederlanden in de Tweede Wereldoorlog, Deel 8: Gevangenen en Gedeporteerden. (Den Haag: Staatsuitgeverij/Martinus Nijhoff, 1978).
- 1993 – Ds. Johan M. Snoek: De Nederlandse kerken en de Joden, 1940-1945. ISBN 9024209498 (nu ook op het Nederlandstalige gedeelte van de project Gutenberg-site te vinden onder het nr. 17139 of via de auteur/titellijsten)
- 1998 – Bob Moore: Slachtoffers en overlevenden, De nazi-vervolging van de Joden in Nederland. (Amsterdam: Bert Bakker, 1998). Oorspronkelijke Engelse uitgave: (en) Victims and survivors. The Nazi Persecution of the Jews in the Netherlands 1940-1945 (London: Arnold, 1997).
- 2006 – Ies Vuijsje, Tegen beter weten in: zelfbedrog en ontkenning in de Nederlandse geschiedschrijving van de Jodenvervolging. (Amsterdam: Uitgeverij Augustus, 2006).
- 2011 – Pim Griffioen en Ron Zeller, Jodenvervolging in Nederland, Frankrijk en België, 1940-1945: overeenkomsten, verschillen, oorzaken. (Amsterdam: Uitgeverij Boom, 2011).
- 2015 – Frits Boterman, Duitse daders. De Jodenvervolging en de nazificatie van Nederland (1940-1945). (Amsterdam-Antwerpen: Uitgeverij De Arbeiderspers, 2015).
- 2018 – Katja Happe, Veel valse hoop: de Jodenvervolging in Nederland 1940-1945 (Uitgeverij Atlas Contact). ISBN 9789045035888

### Detailstudie
- 1999 – Gerard Aalders: Roof, De ontvreemding van joods bezit tijdens de Tweede Wereldoorlog (Den Haag: Sdu, 1999).

### Persoonlijke getuigenissen en verhalen
- Anne Frank: Het dagboek van Anne Frank
- Clara Asscher-Pinkhof: Danseres zonder benen en Sterrenkinderen
- Marga Minco: Het bittere kruid
- Jona Oberski: Kinderjaren
- Albert Heymans: Jood zonder ster
- Milo Anstadt: De verdachte oorboog

## Canon van Amsterdam
- Moord op de Joden is venster nummer 41 van de Canon van Amsterdam.